# Vodnjak na Glavnem trgu, Novo mesto
Vodnjak na Glavnem trgu v Novem mestu stoji na zgornjem delu Glavnega trga, osrednjega starega trga v glavnem mestu Dolenjske. Marmorni, sedemkotni vodnjak stoji na podstavku, do katerega vodijo tri profilirane stopnice iz enakega materiala. V sredini se dviguje kamnit, okrogel steber s kamnito kotanjo. Na robu vodnjaka so vklesani verzi Kettejeve pesmi Na trgu. Vodnjak je bil izdelan po zamisli arhitekta Marjana Mušiča, postavljen pa je bil leta 1955 na mestu, kjer je stal do leta 1903 litoželezni vodnjak.
Vodnjak je bil z Odlokom o razglasitvi naravnih znamenitosti in nepremičnih kulturnih in zgodovinskih spomenikov v Občini Novo mesto, Uradni list RS št. 38/1992 razglašen za kulturni spomenik lokalnega pomena.